# Хеликобактериоз
Хеликобактериоз — инфекционное заболевание с фекально-оральным механизмом передачи возбудителя, вызываемое возбудителем рода Helicobacter. Характерно поражение желудка и двенадцатиперстной кишки. Ведет к развитию гастрита и язвы. Инкубационный период инфекции около семи дней. При своевременно начатом лечении возможны полная санация, исчезновение признаков гастрита, нормализация кислотности, стойкое рубцевание язв.